# Romestaing
 Romestaing  es una población y comuna francesa, en la región de Aquitania, departamento de Lot y Garona, en el distrito de Marmande y cantón de Bouglon.

## Demografía
| 590 | 593 | 586 | 557 | 569 | 525 | 517 | 550 | 539 | 571 | 570 | 532 | 564 | 566 | 534 | 486 | 455 | 445 | 426 | 438 | 391 | 356 | 360 | 367 | 353 | 361 | 353 | 314 | 256 | 214 | 193 | 188 | 154 |
| Para los censos de 1962 a 1999 la población legal corresponde a la población sin duplicidades (Fuente: INSEE [Consultar]) |     |     |     |     |     |     |     |     |     |     |     |     |     |     |     |     |     |     |     |     |     |     |     |     |     |     |     |     |     |     |     |     |